# Great Divide Basin

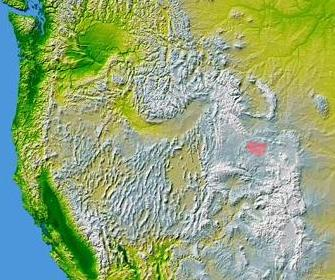
Lage des Great Divide Basin im Westen der USA (hervorgehoben in rosa)

Das Great Divide Basin (auf Deutsch ungefähr Becken der großen Wasserscheide) ist ein abflussloses Gebiet im Südwesten des US-Bundesstaates Wyoming. Es stellt gewissermaßen eine „Insel“ im Verlauf der kontinentalen Wasserscheide Nordamerikas dar.

## Lage
Das Great Divide Basin liegt im Südwesten des Bundesstaates Wyoming, unmittelbar südlich des Südpasses, wo sich die große kontinentale Wasserscheide in zwei Zweige teilt: Einer verläuft nach Süden, ein anderer nach Osten. Beide Zweige umschließen das etwa oval geformte Gebiet, das eine Fläche von ca. 10.000 km² hat. Es ist damit etwas größer als die Insel Zypern.

## Natur

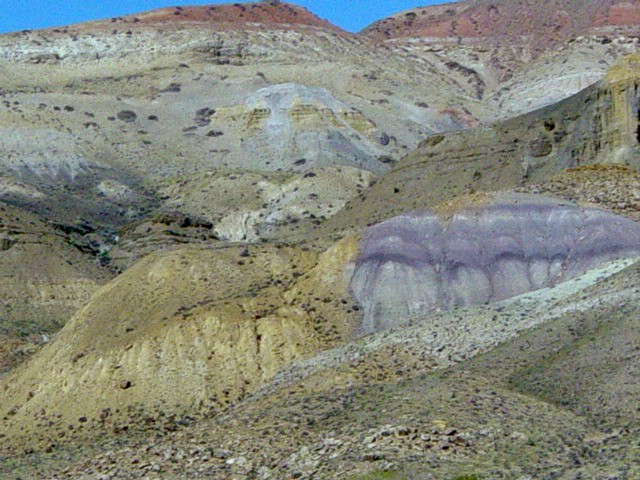
Felsformation im Great Divide Basin

Als abflusslose (endorheische) Hochfläche mitten in den Rocky Mountains ist das Becken ein sehr trockenes, unfruchtbares Gebiet. Seine Landschaft ist von Wüsten und Halbwüsten, Salztonebenen und spärlichem Grasland geprägt. Da es größtenteils unbewohnt ist (einzige Ortschaft des Gebietes ist Wamsutter) handelt es sich um eine sehr unberührte Region. Hier kommen noch Gabelböcke, Maultierhirsche, Mustangs und gelegentlich Elche vor.
Das Gebiet hat keine geschlossenen Wälder. Es kommen lediglich Grasland und Sträucher vor, insbesondere der an die Trockenheit gut angepasste Wüsten-Beifuß, der für die erwähnten Huftiere eine wichtige Nahrungsquelle darstellt. An manchen unbewachsenen Stellen treten bizarre Felsformationen zutage.

## Bodenschätze

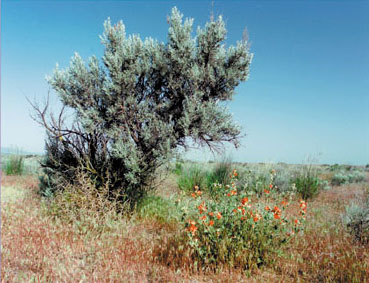
Ein großer Wüsten-Beifuß, wie er auch im Great Divide Basin vorkommt

Auf dem Gebiet des Beckens wurden Vorkommen von Erdöl, Erdgas und Uran entdeckt. Einer Ausbeutung stehen jedoch Überlegungen gegenüber, das Gebiet als nationales Monument oder Wilderness-Area auszuweisen.
Trotzdem wurden in vergangenen Jahren immer mehr Erdgasvorkommen erbohrt und inzwischen sind Unternehmen wie BP und Halliburton an der Ausbeutung der Ölvorkommen beteiligt. Die Bevölkerung von Wamsutter, das als Zentrum der lokalen Gasförderung fungiert, nimmt deswegen immer weiter zu.
Nach Informationen von BP waren in der Gegend von Wamsutter Anfang 2007 insgesamt 950 Bohrlöcher in Betrieb. Der Wert der Gasreserven wird auf 2,2 Milliarden US$ geschätzt. Da die Reserven als schwer erschließbar gelten, werden auf den Gasfeldern besonders moderne Bohrtechniken erprobt.
Nahezu die gesamte Fläche des Beckens ist im Besitz der Bundesregierung und wird durch das Bureau of Land Management, einer Behörde des Innenministeriums, verwaltet.

## Verkehr
Obwohl fast völlig unbesiedelt, wird das Becken von zwei Highways durchzogen: In Ost-West-Richtung verläuft die Interstate 80 von der Ostküste Richtung San Francisco und in Nord-Süd-Richtung die US-287 von Montana nach Texas. Außerdem führt die 1869 eröffnete transkontinentale Bahnstrecke der Union Pacific Railroad durch das Becken.

## Großes Becken
Der Name "Great Divide Basin" kann zu Verwechslungen mit der Bezeichnung "Great Basin" führen. "Great Basin" ("Großes Becken") bezeichnet allerdings ein anderes, wesentlich größeres abflussloses Gebiet im Westen der USA, das westlich der kontinentalen Wasserscheide liegt. Im Gegensatz zum Great Divide Basin ist das Große Becken durchaus bewohnt. Hier liegen u. a. der Große Salzsee und die Stadt Salt Lake City.